# 莫斯科国际商业中心

街区地图

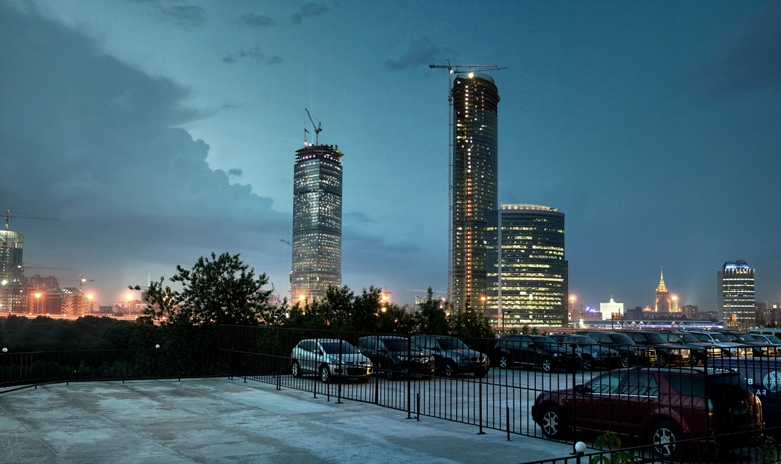
2007年五月，開工中的莫斯科国际商务中心

莫斯科国际商业中心（俄语：Московский Международный Деловой Центр，读音Moskovskiy Mezhdunarodniy Delovoy Tsentr），也称莫斯科城（俄语：Москва-Сити，读音Moskva Siti），是莫斯科市中心佔地60公頃的商务区。商务区位于中央行政區普列斯尼亞區邻近莫斯科三环路的位置，在莫斯科河河畔以北，位于红场以西4公里，2005年起莫斯科地鐵菲利線啟用了一條支線接駁商務區至市中心的亞歷山大公園。

## 历史
莫斯科城的概念始於1992年，在1995年正式動工前該地帶原為石礦工場，工廠多為已關閉或棄置，整項工程估計花費120億美元。它是莫斯科第一個集商業、居住與娛樂於一身的發展項目，預期任何時候平均會有25萬至30萬人在區內工作、居住或出入。
歐洲高度前幾名的高樓大廈都位於此。
根据俄国官媒报道（后被删除），俄军在此地设置了无人机控制中心，使得俄军战斗人员可以在此直接参与对乌克兰的敌对行动。涉事的俄军新纳粹组织“西班牙营”（88 РДБр «Эспаньола»）亦在其官方telegram频道发布了此信息。在俄国人发布的影片中，所涉的无人机控制中心被设置在了该综合体的“首都之城”大楼内。